# Hemilampra australis
Hemilampra australis är en tvåvingeart som beskrevs av Macquart 1850. Hemilampra australis ingår i släktet Hemilampra och familjen blomflugor. Inga underarter finns listade i Catalogue of Life.